# Xã Monroe, Quận Pike, Indiana
Xã Monroe (tiếng Anh: Monroe Township) là một xã thuộc quận Pike, tiểu bang Indiana, Hoa Kỳ. Năm 2010, dân số của xã này là 673 người.